# Темпера

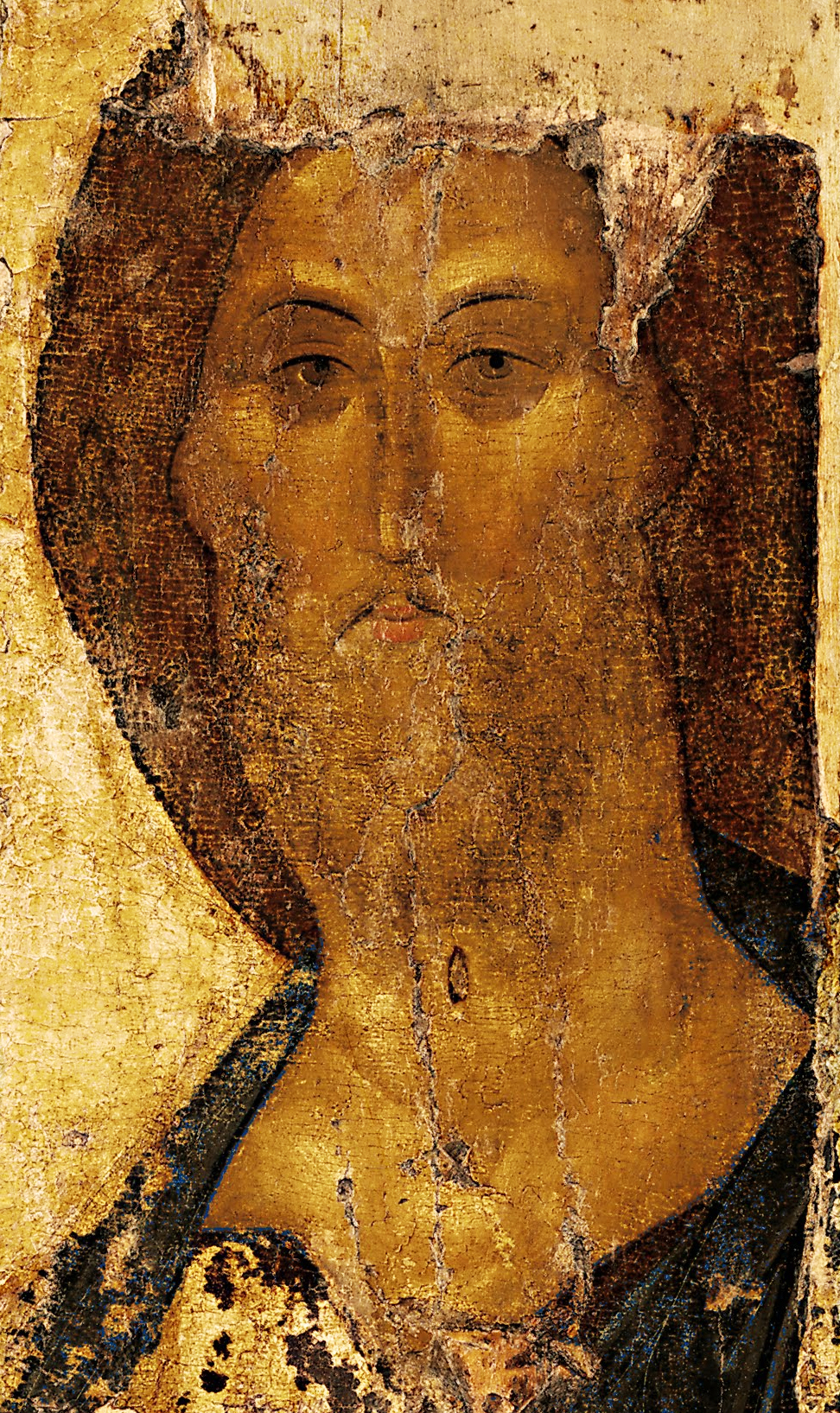
Темпера на деревянной основе. Икона Спас из Звенигородского чина. Андрей Рублёв. XIV—XV вв.

Те́мпера (итал. tempera, от лат. temperare — смешивать, умерять, смягчать) — водяные краски, приготавливаемые на основе сухих порошковых пигментов. Связующим веществом темперных красок служат эмульсии — натуральные (разбавленный водой желток куриного яйца или цельное яйцо) или искусственные (высыхающие масла в водном растворе клея, дисперсии полимеров). После испарения воды и полимеризации связующего краска становится нерастворимой в воде. Темперные краски являются одними из древнейших красок, используемых в живописи.

## История использования
Темперные краски — одни из древнейших. До изобретения и распространения масляных красок, вплоть до XV—XVII вв., темперные краски были основным материалом станковой живописи. История использования темперных красок насчитывает более 3 тысяч лет. Так, знаменитые росписи саркофагов древнеегипетских фараонов выполнены темперными красками. Подробный рецепт приготовления темперы на яичных белках и желтках представлен в Бернском манускрипте (IX век). Темперной в основном была станковая живопись византийских мастеров. На Руси техника темперного письма была преобладающей в искусстве вплоть до конца XVII века. Изначально термин «темпера» использовался для обозначения связующего для приготовления красок. В трактате «Книга об искусстве» Ченнино Ченнини называет «темперой» также ореховое и льняное масла, на которых стирались краски. Ещё одно связующее для темперных красок — камеди.

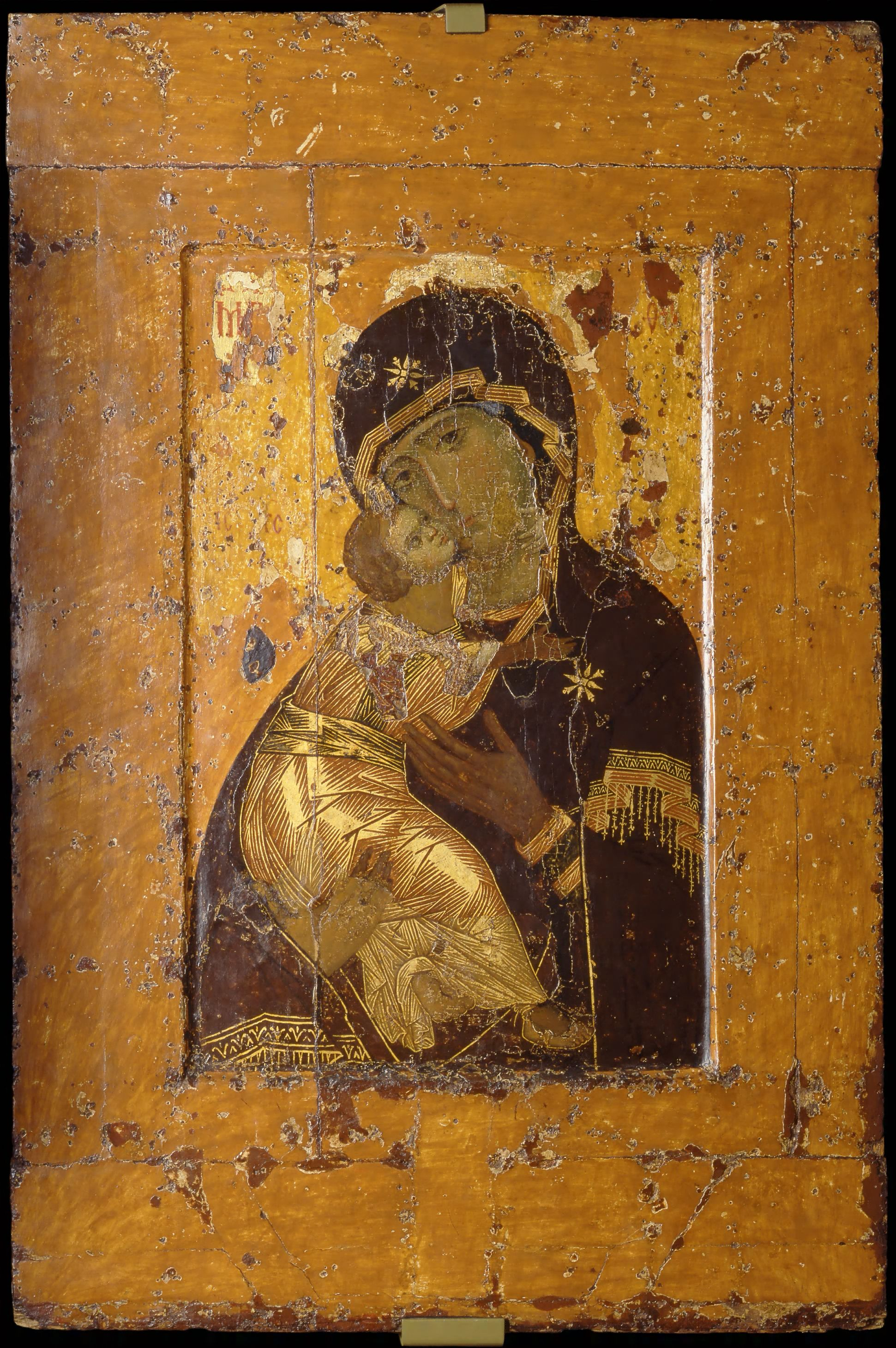
Богоматерь Владимирская. XI-начало XII в. Классический пример византийского письма

Художники Византии в изобразительном искусстве следовали строго установленным правилам, основу которых закладывала христианская догматика. Как не подлежали изменениям религиозные идеи, лежащие в основе византийского сознания, так и их воспроизведение не отходило от принятого образца. Изображалась не материальная, а духовная реальность, и художник не отступал от привычно установленной технологии живописи. Византийские иконы писались темперой множеством тончайших слоёв — пастозное письмо было противопоказано этим краскам, так как нижележащие слои, не успевая просохнуть, размывались бы при нанесении верхних слоёв. По загрунтованной доске наносился подготовительный рисунок. Затем его контуры заполнялись цветом: сначала фон, пейзажное или архитектурное окружение, потом одежды, а после открытые участки тела персонажей. Каждый последующий слой наносился после полного высыхания предыдущего, что не занимало много времени. О том, как исполнялся византийскими художниками инкарнат — обнажённое тело, дают общее представление позднейшие греческие ерминии. Как пишет Дионисий, процесс начинался с составления смесей, которыми и должно было писаться тело. Первый слой по грунту прокладывался так называемой «проплазмой» — смесью белил, охры (автор пишет о «зелёной», которая использовалась для настенной росписи) и чёрной краски. Черты лица прописывались смесью чёрной краски с тёмной охрой либо умбры с болюсом. Телесная краска составлялась из белил, охры и киновари или белил с красной охрой, которую допускалось заменять болюсом. Смесь телесной с проплазмой давала «гликазму» — ей и писалось тело после нанесения черт лица. Объём строился более светлой смесью, полученной путём добавления телесной краски к гликазме. Света́ писали очень осторожно белилами с телесной краской, постепенно увеличивая их интенсивность добавлением белил. Края каждого нового слоя стушёвывались с нижележащими слоями, деликатно выявляя объёмы. Многослойным колерным письмом исполнялись также прочие детали изображения. В тенях прокладывалась чёрная краска или умбра. 
Традиция, сложившаяся в Византии, была характерна для Греции, Балкан и на Руси вплоть до Новгородских и Ярославских земель. В Италии же, начиная с XIII века, наблюдается отход от византийского письма, здесь появились самостоятельные школы живописи, в которых разрабатывались новые приёмы темперного письма. Наибольшие различия в технике темперной живописи у разных школ отмечаются в изображении инкарната.
У Ченнини подробно описан и способ приготовления темперных красок и основы для них. Он отличает два вида темперы — это краска для настенной живописи на основе желтка, белка и фигового молока (сока побегов) и универсальная, которая использовалась как в монументальной, так и в станковой живописи (по дереву и железу) — на яичном желтке. Такими красками писали и художники Византии и ранние итальянские мастера. О темпере пишут Филарете (1464) и Вазари (1550, «О живописи»), последний указывает, что итальянцы работали в этой технике ещё до Чимабуэ, пишут темперой и современные ему художники. Несмотря на то, что уже использовалось масло для живописи, Вазари отмечает, что темпера применяется для «алтарных образов и других серьёзных вещей». Знаменитые мастера итальянского Возрождения — Леонардо да Винчи, Рафаэль, Корреджо, Микеланджело писали темперой. В сочетании с масляными красками она использовалась итальянцами в XVII веке, так же поступали и художники к северу от Альп.
Поверхность произведений, выполненных в этой технике, матовая, бархатистая. Для защиты от влияния окружающей среды (например, копоти от горящих свечей) поверхность картин (икон) покрывали масляным лаком или олифой. Яичная (желтковая) темпера из-за медленно твердеющих яичных масел (которым требуется постоянный контакт с кислородом воздуха для полимеризации) лаком покрывается не сразу после окончания произведения. Так, сохранилось письмо Дюрера за 1509 год Якобу Геллеру, в котором он предупреждает заказчика не покрывать лаком отправленную к нему только что написанную картину («Вознесение Марии»). «Я знаю, что если Вы будете содержать её в чистоте, она останется чистой и свежей пятьсот лет. Ибо она выполнена не так, как обычно делают. Поэтому велите содержать её в чистоте, чтобы её не трогали и не брызгали на неё святой водой». ….«И если я через год или два или три приеду к Вам, надо будет снять картину, чтобы проверить, вполне ли она просохла. Тогда я покрою её снова особым лаком, какого теперь никто больше не умеет делать, тогда она простоит ещё на сто лет дольше. Но не давайте никому другому покрывать её лаком, ибо все прочие лаки желтые и Вам испортят картину. Мне самому было бы жалко, если бы была испорчена вещь, над которой я работал более года».

## Современная темпера
В наше время после окончания картины темпера не покрывается лаком, поэтому темперная живопись приобретает матовую фактуру. Цвет и тон в произведениях, написанных темперой, более устойчивы к внешним факторам и дольше сохраняют изначальную свежесть, в отличие от работ, выполненных маслом.
Темперная живопись многообразна по приёмам и фактуре, она включает в себя как письмо тонким слоем, лессировками, так и густое пастозное письмо.
В зависимости от разницы показателя преломления связующего и пигмента, все виды темперных красок будут иметь разную прозрачность после испарения воды. Чем больше разница, тем более непрозрачным будет слой краски.
В настоящее время промышленным способом изготавливаются четыре вида темперы: яичная темпера (Sennelier - Франция), поливинилацетатная (ПВА, связующее — водная дисперсия на основе поливинилацетата), акриловая (связующее — водная дисперсия на основе полиакрилатов) и воско-масляная (воско-масляная композиция с водными ПАВ — поверхностно-активными веществами). Казеиново-масляная (связующим является водная эмульсия казеина с высыхающим растительным маслом) прекратили выпускать к концу XX века из-за нестабильного срока хранения в тубах и вытеснения более технологичным ПВА и Акрилом, но, при желании, её можно изготовить самостоятельно — все составные части имеются в продаже. При высыхании темпера изменяет тон и цвет — некоторые краски темнеют, другие высветляются.

## Виды темперы
Яичная темпера, разработанная Гюставом Сеннелье (Gustave Sennelier) в 1895 году, представляет собой эмульсию натуральных продуктов. Она создана по рецептам мастеров XVI века и состоит из яичного желтка, чистого не желтеющего растительного масла, гуммиарабика, натуральных бальзамов для связующего и отборных пигментов (в основном минеральных). Выпускается в настоящее время - как отдельные цвета, так и в наборах.
Акриловая темпера (называемая часто просто «акрил»), в зависимости от бренда, может быть матовой, полуматовой или глянцевой. Глянцевая разновидность акрила минимально изменяется по тону и цвету, приближается по своему восприятию к масляным краскам и не требует защитного лака. Защитные акриловые лаки обладают такими же изменяемыми оптическими свойствами, что позволяет акриловым картинам придавать матовые или глянцевые поверхности, в зависимости от замысла автора или требования заказчика.
Воско-масляная темпера разбавляется и водой, и растворителями (скипидар, уайт-спирит). Темпера этого типа имеет в своем составе достаточно эффективные ПАВ, которые в первые дни после нанесения на поверхность (палитра, холст, картон и т. п.) после высыхания позволяют легко растворить и смыть краску водой. С одной стороны, это удобно (можно смыть засохшие краски с палитры и кистей; смыть засохший акрил достаточно сложно), с другой стороны, ведение многослойной живописи требует внимательности и осторожности. Рисунок, сделанный один-два дня назад, очень легко растворяется водой при нанесении последующих слоев краски. Через 20—30 дней краска полимеризуется, становится нерастворимой в воде. При натирании шерстяной тканью поверхность красочного слоя приобретает небольшой блеск за счет мельчайших частиц выделившегося воска.
Высохшая казеино-масляная темпера водостойка, но при этом остается проницаемой для газов и влаги, то есть «дышит». Поэтому она используется для настенных росписей в монументальной живописи, где избыточная влага, оставшаяся в кирпичной или каменной кладке стен после строительства, будет со временем испаряться сквозь роспись. Хотя после высыхания казеина краска становится нерастворимой в воде, процесс полимеризации масла продолжается длительное время.
Темпера по левкасу на деревянной основе с использованием натуральных пигментов — традиционная техника иконописи, при которой используется краска, приготовленная на желтке или смеси желтка с прокипячённым маслом или масляным лаком. Техника работы древнерусских иконописцев нашла своё продолжение в творчестве мастеров лаковой миниатюры (Палех, Мстёра, Холуй).
Современные художники также выбирают для своего творчества темперу. Дмитрий Жилинский отмечал: «С 1964 года я пишу темперой. Почти все мои значительные вещи написаны на ДСП по левкасу, небольшие пейзажи, портреты на картоне — оргалит».
Настенные росписи по свеженанесённой известковой штукатурке проводят с использованием водных растворов пигментов без добавления связующего элемента (его заменяет известь), а после, по необходимости, заканчивают роспись темперой.
Темпера ПВА имеет водоро́дный показа́тель pH меньше 7, что соответствует кислотному раствору, а акрил (акриловая краска) имеет водоро́дный показа́тель pH больше 7, что соответствует щелочному раствору. Нельзя смешивать водные растворы ПВА и акрила — это приводит к сворачиваемости (коагуляции) той краски, которой меньше и резкому повышению вязкости общего раствора. Но наносить раствор краски ПВА по сухой акриловой краске или раствор акрила по сухой ПВА краске можно, и это не приводит к отрицательным последствиям.